# Okres Ocnița
Ocnița je okres v severním Moldavsku. Žije zde okolo 57 000 obyvatel a jeho sídlem je město Ocnița. Na západě sousedí s okresem Briceni, na severu s Ukrajinou a na jihu s okresem Dondușeni a s okresem Edineț. V okrese žije velký počet Ukrajinců, avšak většinovým národem jsou Moldavané.